# Kim Busch
Kim Busch (Dordrecht, 16 giugno 1998) è una nuotatrice olandese.

## Palmarès
- Mondiali

Budapest 2017: bronzo nella 4x100m sl.
Doha 2024: oro nella 4x100m sl.
- Mondiali in vasca corta

Windsor 2016: argento nella 4x50m sl e nella 4x50m sl mista; bronzo nella 4x100m sl.
Hangzhou 2018: argento nella 4x50m sl, nella 4x100m sl, nella 4x50m sl mista e nella 4x50m misti mista, bronzo nella 4x50m misti.
Abu Dhabi 2021: oro nella 4x50m misti mista, bronzo nella 4x50m misti.
Melbourne 2022: oro nella 4x50m sl.
- Europei

Glasgow 2018: argento nella 4x100m sl.
Budapest 2020: argento nella 4x100m sl e nella 4x100m sl mista.
Roma 2022: bronzo nella 4x100m sl.
- Europei in vasca corta

Kazan' 2021: oro nella 4x50m sl mista e nella 4x50m misti mista, argento nella 4x50m sl.